# (7606) 1995 SV2
(7606) 1995 SV2 est un astéroïde de la ceinture principale découvert en 1995.

## Description
(7606) 1995 SV2 a été découvert le 20 septembre 1995 à Kushiro (Japon) par Seiji Ueda et Hiroshi Kaneda.

### Caractéristiques orbitales
L'orbite de cet astéroïde est caractérisée par un demi-grand axe de 2,45 UA, un périhélie de 2,07 UA, une excentricité de 0,16 et une inclinaison de 2,64° par rapport à l'écliptique. Du fait de ces caractéristiques, à savoir un demi-grand axe compris entre 2 et 3,2 UA et un périhélie supérieur à 1,666 UA, il est classé, selon la JPL Small-Body Database, comme objet de la ceinture principale.

### Caractéristiques physiques
(7606) 1995 SV2 a une magnitude absolue (H) de 14,5 et un albédo estimé à 0,190.